# Hiệp hội bóng đá Brunei
Hiệp hội bóng đá Brunei (tiếng Anh: Brunei Football Association; tiếng Mã Lai: Persatuan Bolasepak Brunei) là tổ chức quản lý, điều hành các hoạt động bóng đá ở Brunei đến năm 2008.

## Lệnh cấm FIFA 2009
Tháng 9 năm 2009 hiệp hội đã bị FIFA cấm trên toàn cầu do có sự can thiệp của chính phủ vào hoạt động của hiệp hội. Ngày 30 tháng 5 năm 2011 lệnh cấm của FIFA lên bóng đá Brunei đã được tháo gỡ, đó là sự thành công của tổ chức chức mới FABD (Hiệp hội bóng đá Brunei Darussalam).